# Musées de Niue
Niue compte un seul musée installé à Alofi : le Musée national de Niue. Le lieu remplace le Huanaki Cultural Centre & Museum, détruit en 2004 par un cyclone.